# Oberer Eisenhammer
Der Obere Eisenhammer ist ein früherer Eisenhammer im Ortsteil Exten der Stadt Rinteln, der heute als Industriedenkmal unter Schutz steht. Die Gründung geht auf die Jahre um 1745 zurück. Bis 1970 wurden hier noch von erfahrenen Blankschmieden Spaten, Hacken und andere Werkzeuge unter einem wasserangetriebenen Schwanzhammer in Handarbeit geschmiedet.

## Geschichte
Im 14. Jahrhundert wurde die „Mühlenexter“ angelegt, die die Mühle des Jakobiklosters und den Stadtgraben von Rinteln mit Wasser versorgte. 1477 wird in Chroniken erwähnt, dass in Exten Wassermühlen als Kornmühlen betrieben wurden. Selbst in trockenen Jahren, z. B. während der großen Dürre von 1512, führte die Exter noch ausreichend Wasser, um die Mühlräder anzutreiben.
Seit 1648 gehörte die Grafschaft Schaumburg zur Landgrafschaft Hessen-Kassel, kurz Kurfürstentum Hessen. Kurfürst Wilhelm IX./I. ließ zu dieser Zeit die ersten metallverarbeitenden Betriebe nahe Exten anlegen. Die Eisenhämmer in Exten wurden in der Nähe der Ellermühle errichtet. Über Hammergräben wurde Wasser auf die Mühlräder geleitet, die die frühen Schwanzhämmer antrieben. Später wurden Federhämmer genutzt, die ein Fallgewicht bis zu 120 kg hatten. Hauptsächlich wurden landwirtschaftliche Gebrauchsgüter – Strohmesser, Sensen, Spaten und Schaufeln – hergestellt, jährlich bis zu 9000 Stück.
Ende des 19. Jahrhunderts wurde die Konkurrenz insbesondere durch die mit modernen Maschinen arbeitende Solinger Industrie immer stärker. Um 1910 schlossen die beiden letzten Messerfabriken im Ort, so dass von der einst blühenden Exter Eisenindustrie nur zwei Eisenhämmer übrig blieben. Das Rohmaterial kam jetzt vornehmlich aus den Walzwerken aus Peine und Schleifsteine kamen aus Süddeutschland. Man stellte nur noch Schaufeln, Spaten, Äxte, Beile und Gartengeräte her.

## Gebäude
Der Obere Eisenhammer liegt im Durchbruchstal der Exter auf einem flachen Talboden am Rand des lippischen Keuperberglandes zwischen den Hängen des Kehl im Westen und des Taubenberges im Osten, am Ende der Straße "Ossenbeeke".
Seit 1842 ist der Obere Eisenhammer im Besitz der Familien Karl Wille und Wilhelm Wille. Es waren zwei Hämmer nebeneinander, von denen nur noch dieser im nahezu unveränderten Zustand ist. Das erhaltene Fachwerkgebäude der Schmiede wurde etwa 1803 errichtet. Es ist ein eingeschossiges Fachwerkgebäude mit Satteldach, an den Giebelseiten mit Krüppelwalm. Das Ständerwerk ist aus Eichenholz, die Gefache aus Flechtwerk mit Lehmputz. Die Fundamente bestehen aus Bruchsteinen, ebenso der Sockel, auf dem das Fachwerk steht. Die Sohle besteht aus gestampftem Lehm. Sie liegt etwa 1,10 m höher als der Hammergrabenauslauf, der direkt neben dem Gebäude verläuft.
Hinter dem Gebäude liegt ein Stauteich. Dieser wird über einen Hammergraben mit dem Wasser der Exter gespeist. Über eine Wasserkunst regelte man den Zulauf des Wassers auf die zu beiden Seiten angeordneten oberschlächtigen Wasserräder. Diese waren auf einer großen Holzwelle montiert, die bis ins Gebäudeinnere reichte. Damit wurden die frühen Schwanzhämmer, Schleifsteine und Transmissionen für alle Maschinen und Blasebläge angetrieben.
Der Schwanzhammer wurde 1953 abgebaut und durch moderne, produktivere Feder- und Fallhämmer ersetzt. Um 1960 wurde auf der Westseite des Gebäudes anstelle eines Wasserrades eine Ossberger-Durchströmturbine zur Stromerzeugung eingebaut. Damit wurde nun die Transmission betrieben.
Der Betrieb wurde 1970 stillgelegt. Nach der Stilllegung bemühte man sich, das frühe Industriedenkmal zu erhalten. Bereits 1979 verfasste Bauassessors F.H. Sonnenschein, der als leitender Landesbaudirektor und Museumsdirektor in Hagen tätig war, ein Gutachten. Er stellte fest: 

„Für den Weserraum stellt das Objekt ein äußerst wichtiges "Leitfossil" der Technikgeschichte dar, das auch auf Bundesebene vorrangig einzuordnen wäre .... Aufgrund des Besichtigungsbefundes muss festgestellt werden, dass es sich bei der historischen Hammerschmiede "Oberer Eisenhammer" um ein wertvolles technisches Kulturdenkmal Erster Ordnung handelt .... Es sollte daher unter allen Umständen versucht werden, das Objekt in situ zu erhalten und allen interessierten Kreisen als Museumsobjekt zugängig zu machen.“

Trotzdem verfielen das Gebäude und die verbliebene Technik über Jahrzehnte stark. Das verbliebene Wasserrad wurde entfernt, ebenso ist die Turbine nicht mehr einsatzfähig.

## Restaurierung
40 Jahre lang war der Verein für Heimatpflege und Kultur Exten durch alle politischen Gremien und Instanzen hindurch bemüht, den Oberen Eisenhammer als Industrie- und Baudenkmal zu erhalten und als Industriemuseum herzurichten. Zwischen 2011 und 2013 gelang dies schließlich. Die noch vorhandenen technischen Geräte und Arbeitswerkzeuge wurden eingelagert, das Gebäude gesichert und anschließend aufwendig saniert und restauriert. Holzschäden an Fachwerk, Gefachen und der Bruchsteinsockel wurden repariert. Zwischen Gebäude und Stauteich wurden Maßnahmen gegen eindringendes Wasser getroffen. Das nach einem Hochwasser 2007 stark beschädigte Einlaufbauwerk wurde repariert, Fenster und Türen wurden erneuert.
2017 wurde ein Wasserrad aus Eichenholz aus dem Schaumburger Wald mit 24 Schaufeln aus Cortenstahl eingebaut (Ø: 2,40 m, Schaufelbreite: 1,20 m). Eine massive Wasserradwelle (Ø 55 cm, Länge: 5,25 m) treibt mittels Kettenantrieb und Getriebe einen 2 kW Permanentmagnet-Generator zur Stromerzeugung mittels erneuerbaren Energien an. Somit ist der Obere Eisenhammer ein modernes Wasserkraftwerk. Diese Modernisierung fügt sich harmonisch in das historische Erscheinungsbild und beeinträchtigt es nicht. Der historische Schwanzhammer wurde nach altem Vorbild vollständig rekonstruiert und konnte wieder betrieben werden.

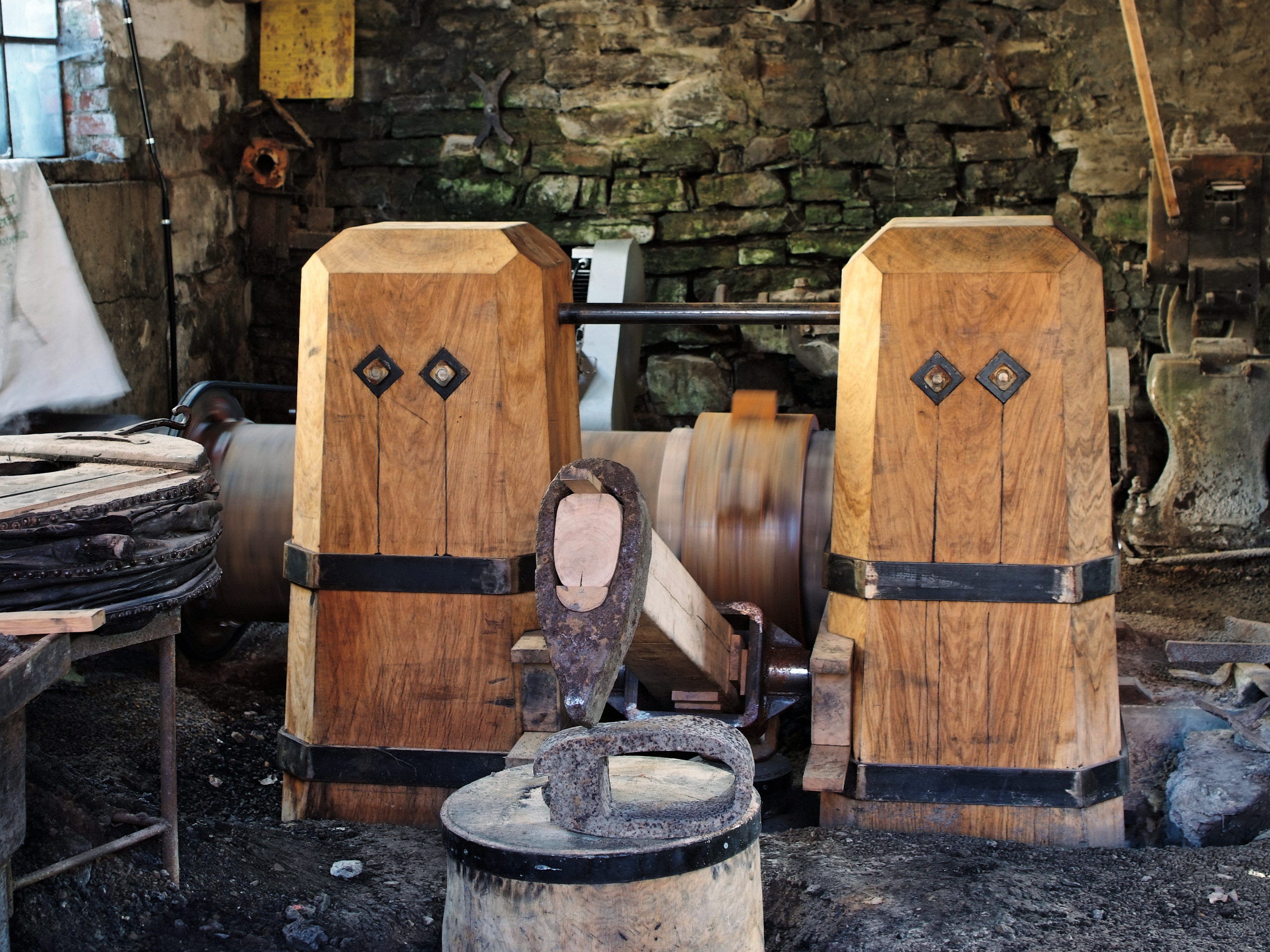
Rekonstruierter Schwanzhammer nach historischem Vorbild im Oberen Eisenhammer Exten

Es befinden sich einige originale Ausstattungsgegenstände im Gebäude. Dazu zählen eine große Doppelesse, die motorisch getriebene Eisenschere sowie eine Schleifmaschine. Als Fragmente sind eine gemauerte Esse mit ledernem Blasebalg und ein großer Schleifstein erhalten. Ebenso die Transmissionen mit einem Elektromotor/Generator. Auf dem Freigelände neben dem Gebäude steht die nicht mehr einsatzfähige Turbine.
Unterstützt wurde die Maßnahme durch das Niedersächsische Landesamt für Denkmalpflege in Hannover. Der Obere Eisenhammer wurde als technisches Museum und anerkanntes niedersächsisches Baudenkmal wiedereröffnet und kann besichtigt werden.

## Tourismus
Der Obere Eisenhammer liegt an der Niedersächsischen Mühlenstraße und ist die zweite Station des Geologischen Wanderweg Nr. 1 in der Grafschaft Schaumburg durch das lippische Keuperbergland.